# Andrena vidalesi
Andrena vidalesi är en biart som beskrevs av Cockerell 1949. Andrena vidalesi ingår i släktet sandbin, och familjen grävbin.

## Underarter
Arten delas in i följande underarter:
- A. v. panamensis
- A. v. vidalesi